# Campionati europei di atletica leggera 2024 - Decathlon
La gara del decathlon dei campionati europei di atletica leggera 2024 si è svolta tra il 10 e l'11 giugno allo Stadio Olimpico di Roma, in Italia.

## Podio
| Pos.    | Atleta          | Nazionalità | Tempo   | Note                                            |
| ------- | --------------- | ----------- | ------- | ----------------------------------------------- |
| Oro     | Johannes Erm    | Estonia     | 8764 p. | Miglior prestazione personale                   |
| Argento | Sander Skotheim | Norvegia    | 8635 p. | Miglior prestazione europea stagionale under 23 |
| Bronzo  | Makenson Gletty | Francia     | 8606 p. | Miglior prestazione personale                   |

## Record
Prima di questa competizione, il record del mondo (RM), il record europeo (EU) ed il record dei campionati (RC) sono i seguenti:
| Record                | Prestazione | Atleta                       | Data                               | Competizione |
| --------------------- | ----------- | ---------------------------- | ---------------------------------- | ------------ |
| Record mondiale       | 9126 p.     | Kévin Mayer Francia          | 16 settembre 2018 Talence, Francia |              |
| Record europeo        | 9126 p.     | Kévin Mayer Francia          | 16 settembre 2018 Talence, Francia |              |
| Record dei campionati | 8811 p.     | Daley Thompson Gran Bretagna | 28 agosto 1986 Stoccarda, Germania | Europei 1986 |

### Campione in carica
I campioni in carica a livello europeo erano:
| Campione                 | Atleta  | Prestazione          | Data                                       | Competizione        |
| ------------------------ | ------- | -------------------- | ------------------------------------------ | ------------------- |
| Europeo                  | 8545 p. | Niklas Kaul Germania | 16 agosto 2022 Monaco di Baviera, Germania | Europei 2022        |
| Europeo indoor eptathlon | 6348 p. | Kevin Mayer Francia  | 5 marzo 2023 Istanbul, Turchia             | Europei indoor 2023 |

### La stagione
Prima di questa gara, gli atleti europei con le migliori tre prestazioni dell'anno erano:
| Pos. | Atleta                  | Prestazione | Data                              |
| ---- | ----------------------- | ----------- | --------------------------------- |
| 1    | Leo Neugebauer Germania | 8961 p.     | 6 giugno 2024 Eugene, Stati Uniti |
| 2    | Sven Roosen Paesi Bassi | 8517 p.     | 19 maggio 2024 Götzis, Austria    |
| 3    | Johannes Erm Estonia    | 8462 p.     | 19 maggio 2024 Götzis, Austria    |

## Risultati

### Classifica finale
| Rank    | Atleta                    | Nazionalità | Punteggio | Note                                            |
| ------- | ------------------------- | ----------- | --------- | ----------------------------------------------- |
| Oro     | Johannes Erm              | Estonia     | 8764 p.   | Miglior prestazione personale                   |
| Argento | Sander Skotheim           | Norvegia    | 8635 p.   | Miglior prestazione europea stagionale under 23 |
| Bronzo  | Makenson Gletty           | Francia     | 8606 p.   | Miglior prestazione personale                   |
| 4       | Niklas Kaul               | Germania    | 8547 p.   | Miglior prestazione personale stagionale        |
| 5       | Kevin Mayer               | Francia     | 8476 p.   | Miglior prestazione personale stagionale        |
| 6       | Dario Dester              | Italia      | 8235 p.   | Record nazionale                                |
| 7       | Manuel Eitel              | Germania    | 8212 p.   | Miglior prestazione personale stagionale        |
| 8       | Jente Hauttekeete         | Belgio      | 8156 p.   | Miglior prestazione personale                   |
| 9       | Tim Nowak                 | Germania    | 8150 p.   |                                                 |
| 10      | Vilém Stráský             | Rep. Ceca   | 8088 p.   | Miglior prestazione personale                   |
| 11      | Thomas Van der Plaetsen   | Belgio      | 8084 p.   | Miglior prestazione personale stagionale        |
| 12      | Jeff Tesselaar            | Paesi Bassi | 8079 p.   | Miglior prestazione personale                   |
| 13      | Felix Wolter              | Germania    | 8051 p.   |                                                 |
| 14      | Finley Gaio               | Svizzera    | 7934 p.   | Miglior prestazione personale stagionale        |
| 15      | Edgaras Benkunskas        | Lituania    | 7882 p.   |                                                 |
| 16      | Téo Bastien               | Francia     | 7845 p.   |                                                 |
| 17      | Paweł Wiesiołek           | Polonia     | 7707 p.   | Miglior prestazione personale stagionale        |
| 18      | Angelos-Tzanis Andreoglou | Grecia      | 7561 p.   |                                                 |
| 19      | Zsombor Gálpál            | Ungheria    | 7528 p.   |                                                 |
| 20      | Lorenzo Naidon            | Italia      | 7519 p.   | Miglior prestazione personale stagionale        |
| 21      | Darko Pešić               | Montenegro  | 7421 p.   |                                                 |
| -       | Markus Rooth              | Norvegia    | dnf       |                                                 |
| -       | Risto Lillemets           | Estonia     | dnf       |                                                 |
| -       | Janek Õiglane             | Estonia     | dnf       |                                                 |